# ランドーアソシエイツ
ランドーアソシエイツ（Landor Associates）は、アメリカ合衆国・サンフランシスコを発祥とする製品・企業ブランディング（企業のCIやネーミング、パッケージデザインなど）を手がける企業。イギリスの大手広告代理店WPPグループの傘下企業でもある。
企業のブランドネーム、シンボルマーク、ロゴのデザインや商品名などをトータルで提案しており、世界最大級の規模と実力を持つ、ブランディング／デザイン会社の老舗である。

## 略歴

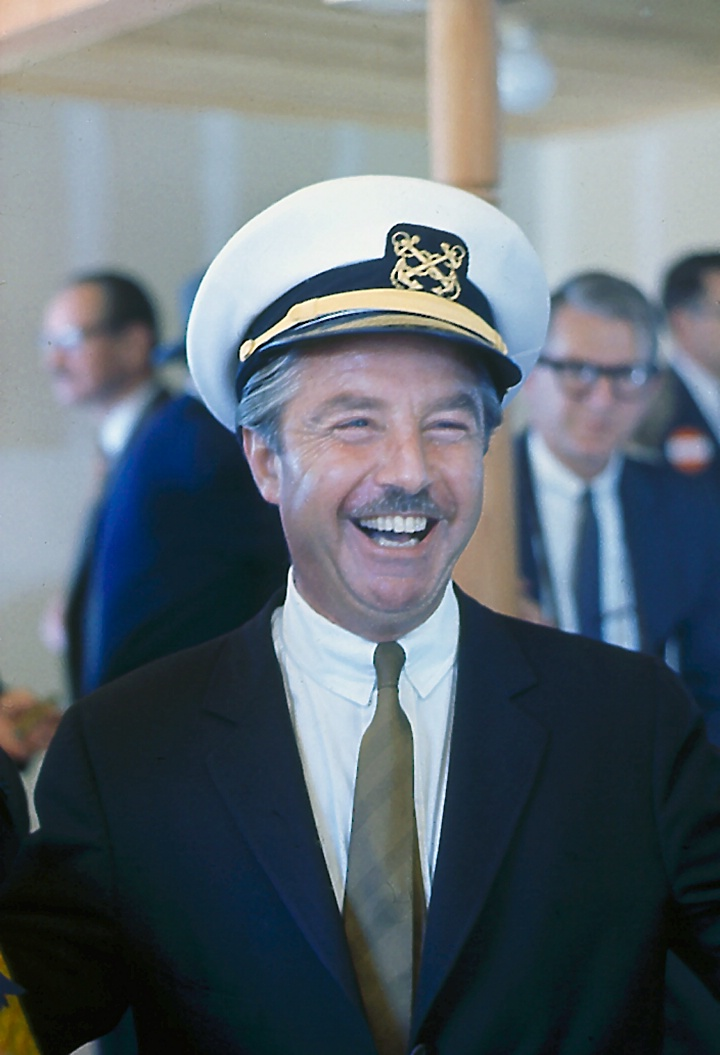
創業者ウォルター・ランドー（1970年代）

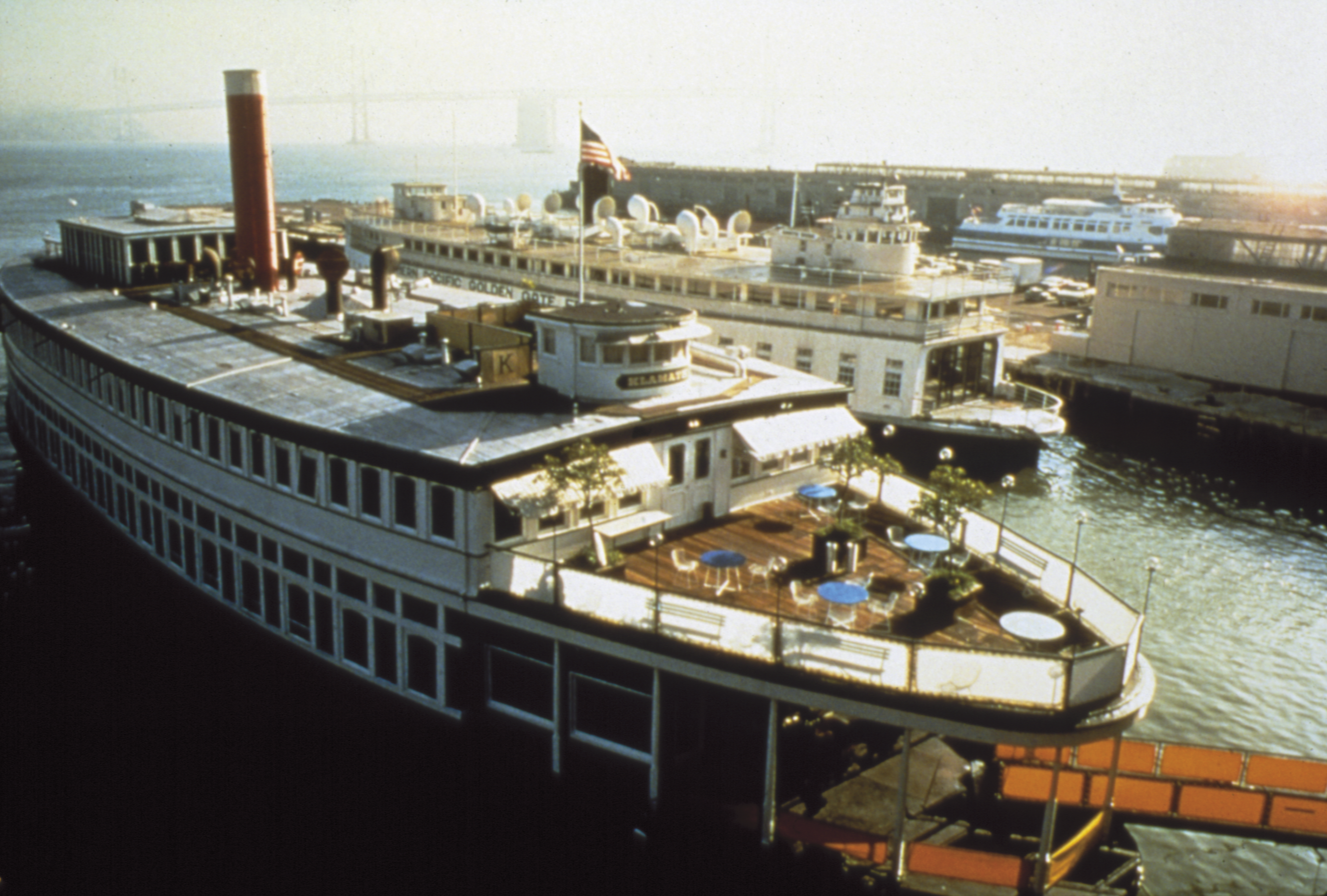
ランドーアソシエイツの本社オフィスとなっていたクラマス号

1941年にドイツ系移民のウォルター・ランドーとその妻ジョセフィーヌによって、「ウォルター・ランドー&アソシエイツ」として設立。当初のオフィスはサンフランシスコのロシアン・ヒル地区にあるアパートを使用していた。
1964年、同社は改装済みのフェリーボート「クラマス号」に本社およびスタジオを移転し、1987年までの20年間にわたりオフィスとして使用した。このクラマス号は現在でも同社のシンボルマークとして用いられている。
1989年には広告代理店のヤング・アンド・ルビカムに買収され、子会社化。その後2000年にヤング・アンド・ルビカムがWPPグループに買収されたことで同グループの一員となった。
2021年には、デザインコンサルタント会社のフィッチと合併し、社名を「ランドー＆フィッチ」(Landor & Fitch)に変更したが、2023年に元の社名に戻している。

## グローバルオフィス
本拠地であるサンフランシスコ以外にも、東京、ニューヨーク、ロンドン、パリ、ミラノ、メキシコシティ、ムンバイ、香港、シンシナティ、シアトル、ハンブルク、マドリード、シドニーなど、世界21都市にオフィスを展開し、多国籍な800名の専門スタッフを擁している。
ランドーによるクリエイティブデザインは、クオリティの確保とクライアントの知的財産権の保全のため、自社内デザイナーによる開発とデザイナーの個人名を公開しない匿名性を原則としていることでも知られている。
東京オフィスは1972年に開設され、日本にありながらグローバルなブランドコンサルティングサービスを受けられるという競合他社とは異なる戦略によって、200社を超える日本企業にコンサルティングサービスを提供している。

## ウォルター・ランドー・コレクション
ウォルター・ランドーによるデザインと歴史的資料 (1930-1994) は、1994年にスミソニアン協会・米国歴史博物館 (National Museum of American History) にウォルター・ランドー・コレクションとして収蔵されている。

## ランドーが手がけた主な企業・イベントなど

### 海外

#### 金融
- モルガン・スタンレー
- シティグループ
- HSBC
- ニューヨーク証券取引所

#### 情報・インフラ
- アルカテル・ルーセント
  - 旧ルーセント・テクノロジー
- アクセンチュア
- マイクロソフト

#### 運輸・観光業

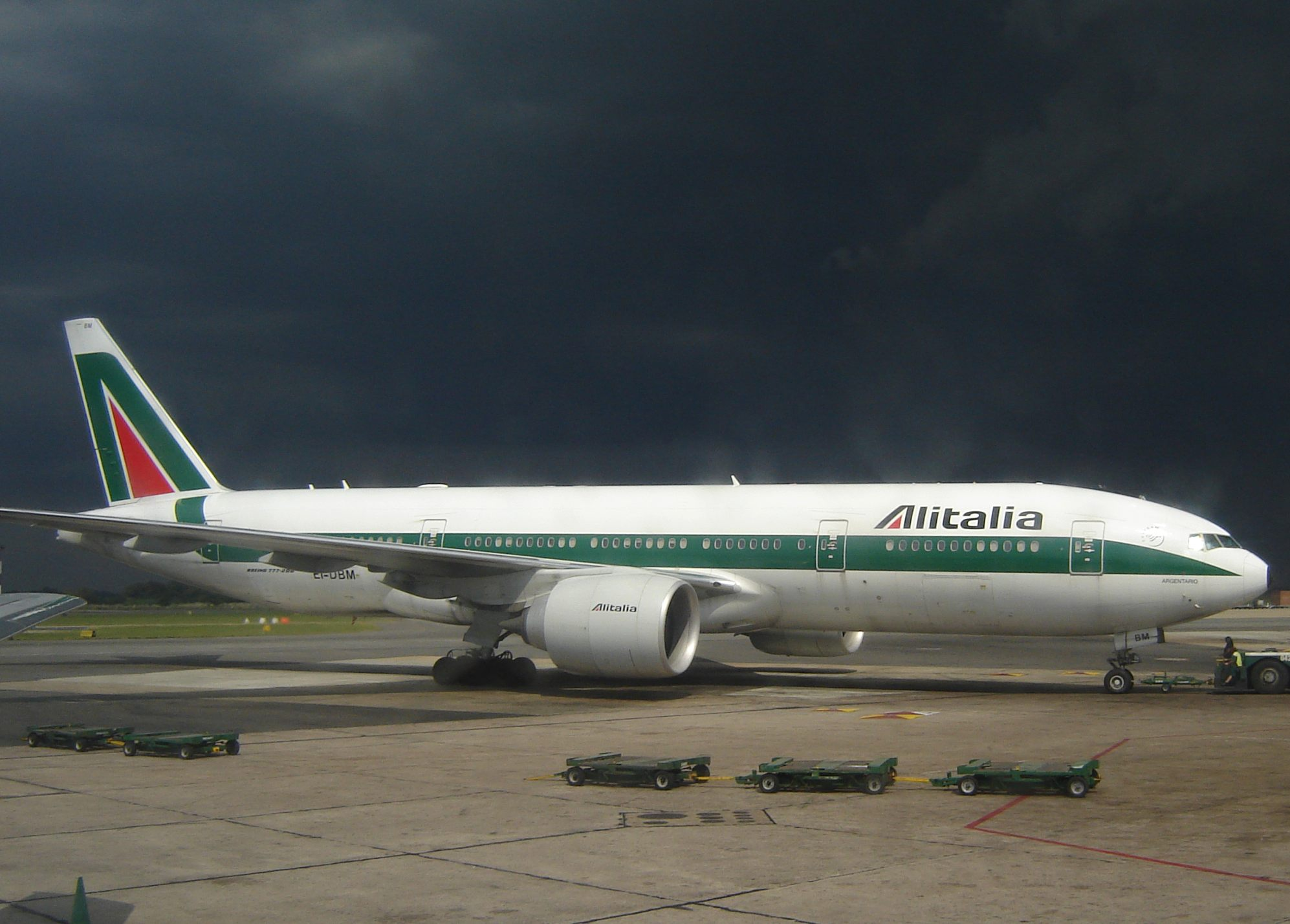
アリタリア-イタリア航空

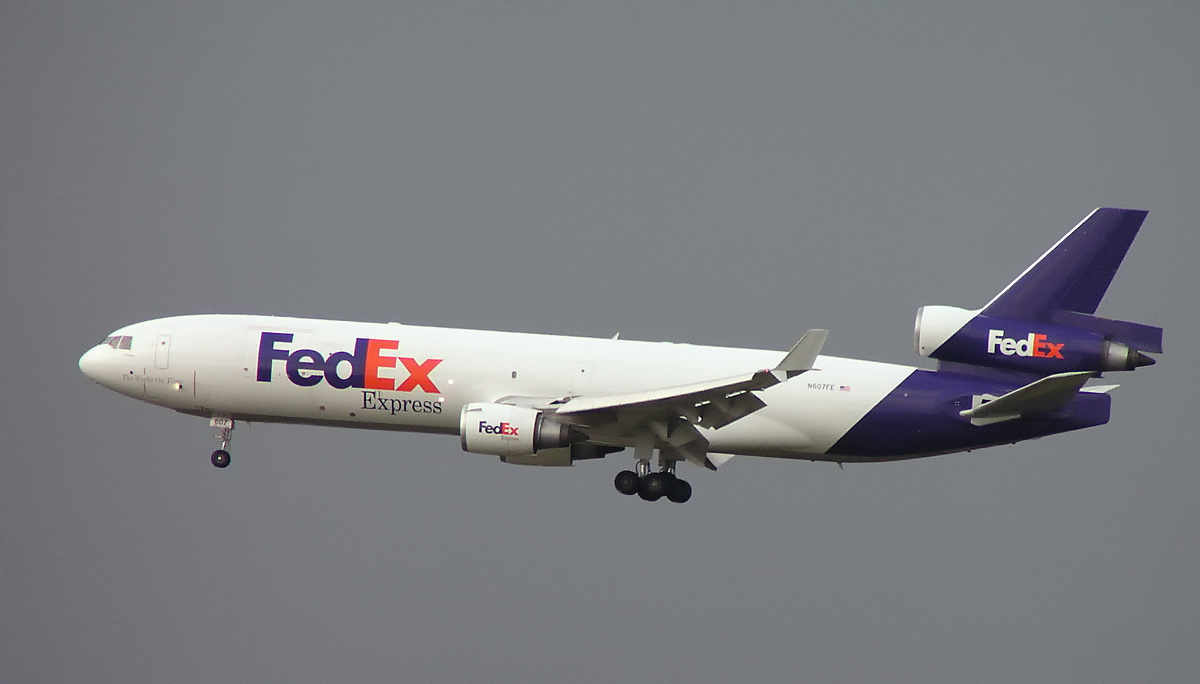
フェデックス

- アリタリア-イタリア航空 - 1969年、ランドー社が初めて航空業界を手がけた相手。
- アシアナ航空
- エティハド航空[7]
- オーストリア航空
- カナディアン航空
- ガルーダ・インドネシア航空
- ガルフ航空
- ジェット・エアウェイズ
- キャセイ・パシフィック航空
- シンガポール航空
- タイ国際航空
- デルタ航空（旧ノースウエスト航空）
- ハワイアン航空
- フェデックス
- S7航空
- bmi（旧ブリティシュミッドランド航空）
- ハイアットホテルアンドリゾーツ

#### メーカー
- プロクター・アンド・ギャンブル(P&G)
- Dole
- ペプシコーラ
- クアーズ

#### その他

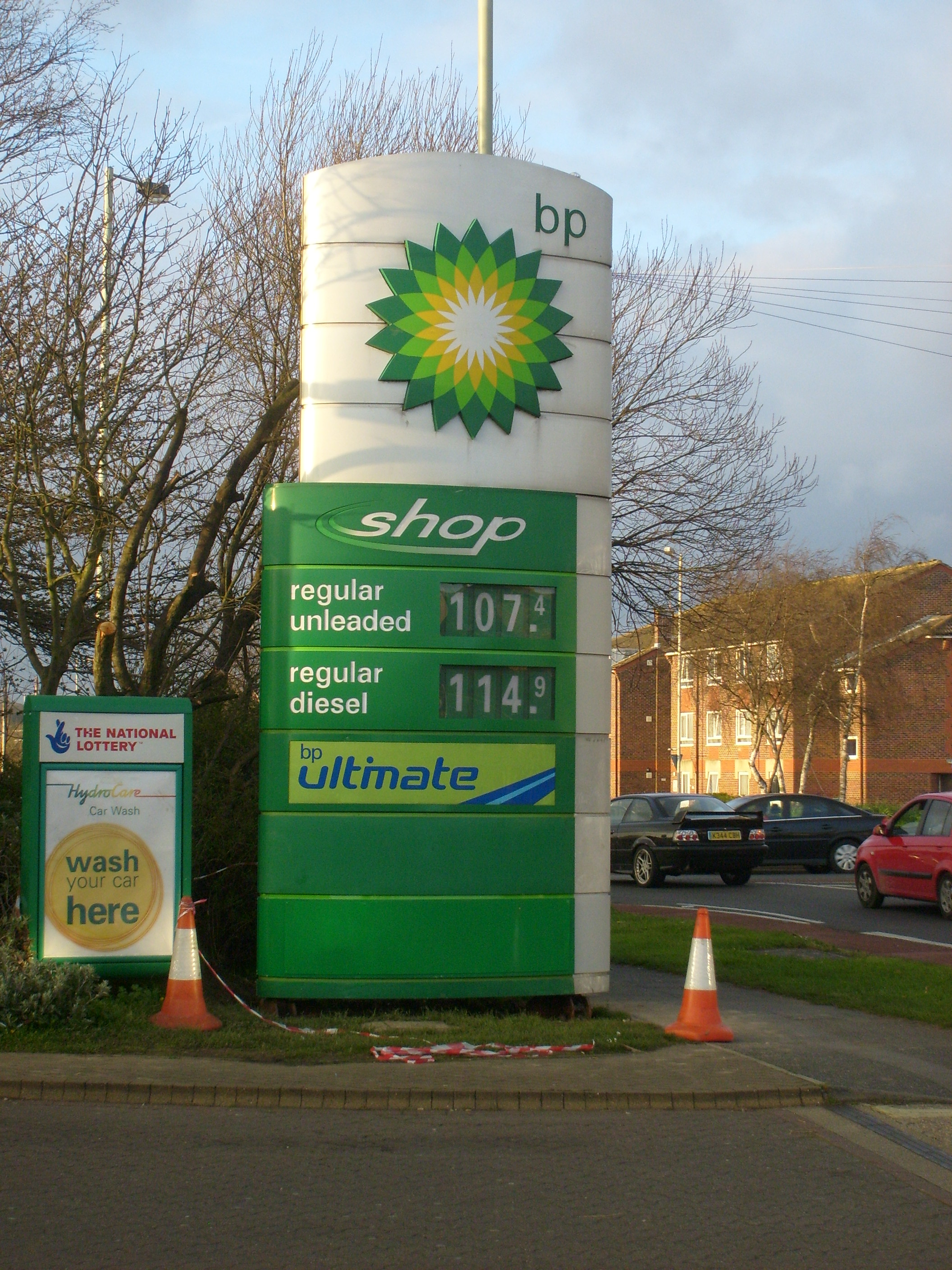
BP

- BP
- リーバイス
- ケンタッキーフライドチキン
- 世界自然保護基金(WWF)
- アメリカ国土安全保障省

#### イベント
- 1996年アトランタオリンピック
- 2002年ソルトレークシティオリンピック

### 日本

#### 郵政
- 日本郵政グループ事業各社（2007年）
- 日本郵政公社（2003年）

#### 金融
- JCB（2008年からの新ブランドシンボルマーク）
- 旧UFJホールディングス各社（2001年）
  - UFJ銀行・UFJ信託銀行・UFJカード
  - UFJキャピタルマーケッツ証券・UFJつばさ証券
  - フィナンシャルワン
- 日本興亜損保（2001年）
- 旧三和銀行（1983年）
- 旧富士銀行（1988年）
- 旧日本長期信用銀行（1982年）
- 大同生命
- オリックス（1989年）
- 三井住友トラストグループ

#### 情報・インフラ
- JXTGグループ
  - 新日本石油/ENEOS（2002年）
- 大成建設
- 東京ガス（1985年）
- テレビ東京（1998年）
- NTTコミュニケーションズ（1999年）
- ニフティ（@nifty 1999年）

#### 運輸・観光業
- JTB（1988年）
- アルピコグループ（1990年）

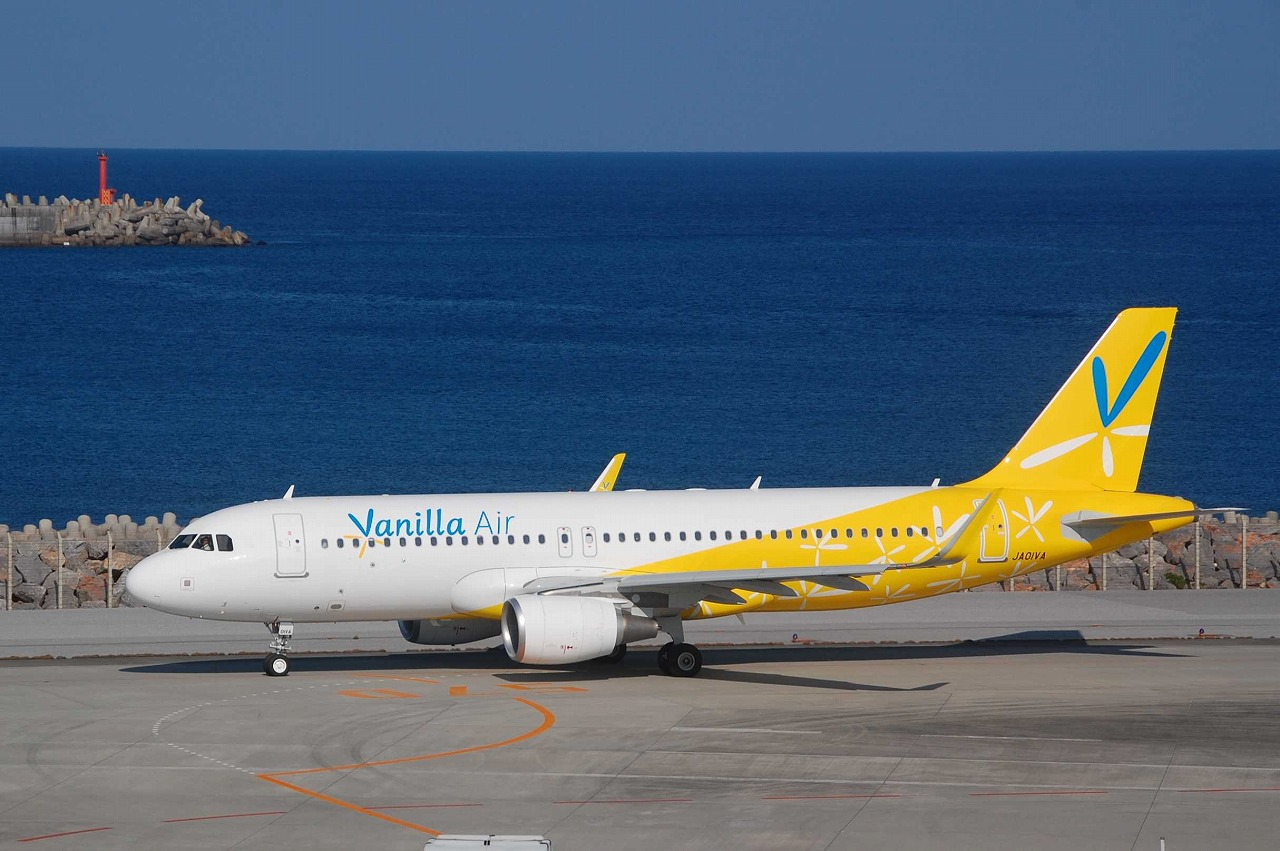
バニラエア

- 日本航空・旧日本航空システム（先代 2001年）
  - 旧日本航空（1989年）
- 名古屋鉄道（1992年）
- アパグループ（1997年）
- 小田急電鉄（2008年）
- 東急ホテルズ（2005年）
- バニラエア（2013年）[8]

#### メーカー
- 富士写真フイルム（先代 1991年・1985年）
- 森永製菓
- 森永乳業
- キッコーマン
- 明治ホールディングス（2009年）
  - 明治製菓
  - 明治乳業（先代 1986年）
- 東洋水産
- 白鶴酒造
- リョービ
- リコー（2005年）
- NEC（1992年）
- Acer
- BenQ
- パイロット
- ホーユー
- コナミ
- バンダイナムコ
- タビオ
- ミキモト
- ちふれ化粧品
- UDトラックス
- ユニチャーム
- ワコール
- アステラス製薬（2004年）
- 信越化学工業
- 新日鐵住金[9]

#### 小売業
- エディオン
  - デオデオ
  - エイデン
  - ミドリ電化
  - 石丸電気
- イオングループ
  - ジャスコ
  - マックスバリュ
  - イオンクレジットサービス
  - タカキュー
  - トップバリュ
  - ザ・ビッグ
- グリーンハウス (フードサービス)
  - さぼてん
- IYグループ

#### イベント・商業施設
- 長野オリンピック（1995年策定）
- 東京ステーションシティ
  - グラントウキョウ
  - サピアタワー
  - グランスタ
- 三井不動産系（三井不動産商業マネジメント）
  - ららぽーと、ララスクエア
  - ラゾーナ川崎プラザ
  - 三井アウトレットパーク
- 上海環球金融中心
- 横浜元町商店街

## ランドーがブランディングを手がけた主な商品・サービス
- エビアン
- ペプシコーラ
- アクエリアス（日本コカ・コーラ）
- 明治ブルガリアヨーグルト（明治乳業）
- マウントレーニア カフェラッテ（森永乳業）
- 森永牛乳（森永乳業）
- 森永のおいしい牛乳（森永乳業）
- Hills サイエンスダイエット（日本ヒルズコルゲート）
- インナーシグナル（大塚製薬）
- シャトーメルシャン（メルシャン）
- アペオス（富士フイルムビジネスイノベーション）ネーミング
- ラゾーナ川崎（三井不動産）ネーミング／デザイン
- アテンザ（マツダ）ネーミング
- ティーダ|ラフェスタ|オッティ（日産自動車）ネーミング
- SOYJOY（大塚製薬）ネーミング
- がすてなーに／ガスの科学館（東京ガス）ネーミング

## ランドーが手がけた主な出版物
- 『Brand Digital』（Allen P. Adamson著、Palgrave Macmillan）
- 『Brand Simple』（Allen P. Adamson著、Palgrave Macmillan）
- 『ブランディングデザインの裏側』（2004年 ピエブックス）ISBN 978-4894443518
- 『事例で学ぶブランディング ランドーのデザイン戦略大公開』（2020年 ビー・エヌ・エヌ新社）ISBN 978-4802511445